# Relacions entre Ucraïna i la Unió Europea
D'acord amb el Parlament Europeu, la Unió Europea està cercant de forma progressiva establir una relació propera amb Ucraïna que vagi més enllà de la cooperació i es dirigeixi cap a la integració econòmica i l'aprofundiment de la cooperació política. S'afirma que Ucraïna és un soci prioritari a l'interior de la Política Europea de Veïnatge. Un pla d'acció conjunta UE-Ucraïna va ser signat pel Consell Europeu el 21 de febrer de 2005, el qual es fundava en l'acord d'associació i cooperació de 1994 i proveïa, segons la Comissió Europea, d'un marc de treball ampli i ambiciós amb Ucraïna en totes les àrees claus de reforma.
Segons les autoritats ucraïneses, la Política Europea de Veïnatge no és un instrument polític adequat, ja que l'adhesió a la Unió Europea ha estat un dels objectius principals de tots els governs des de 1994. Després de la Revolució Taronja de 2004 que va portar al poder Víktor Iúsxenko, la Comissió Europea ha estat molt lenta a les seves reaccions es va progressar poc en dirigir al país major d'Europa cap al camí d'una eventual condició de membre.
El 22 de juliol de 2008 es va anunciar que se signaria un acord del tipus d'estabilització i associació entre Ucraïna i la Unió Europea el 8 de setembre de 2008 a Évian-les-Bains (França). Les converses sobre un Tractat de lliure comerç entre Ucraïna i la Unió Europea van iniciar-se el 18 de febrer de 2008 entre el govern ucraïnès i el comissionat europeu Peter Mandelson.
El 2012, la UE va signar acords de lliure comerç i d'associació política amb Ucraïna, tanmateix els líders de la UE, van declarar que aquests acords no es ratificarien llevat que canviessin les direccions d'Ucraïna sobre un «marcat deteriorament de la democràcia i l'imperi de la llei»", incloent-hi l'empresonament de Iúlia Volodímirivna Timoixenko i Iuri Lutsenko en 2011 i 2012. El 25 de febrer de 2013, el conjunt de la UE va donar un termini de tres mesos a Ucraïna per portar a terme els canvis necessaris en la seva justícia i en els sistemes electorals per tal de permetre la signatura formal dels seus acords amb la Unió Europea a Vílnius el 29 de novembre de 2013.
Tanmateix, a finals de novembre, el president d'Ucraïna Víktor Ianukòvitx va declarar que «una alternativa per a la integració europea no existeix». El president Ianukòvitx va assistir a la cimera de la Unió Europea a Vílnius el dia 28 i 29 novembre de 2013, on l'Acord d'Associació havia estat originalment planejat per confirmar-ho, però l'acord no es va signar. El 29 de novembre el president de la Comissió Europea José Manuel Barroso va reiterar que l'oferta de la UE a Ucraïna pel que fa a la signatura d'un Acord d'Associació es va mantenir en la taula.
La decisió de posposar la signatura de l'acord va ser rebuda amb actives i massives protestes per part del poble a Ucraïna. Desenes de milers de manifestants van inundar els carrers de Kíiv i la mítica Plaça de la Independència, on va néixer la Revolució Taronja el 2004, al crit de «Revolució!» contra l'autoritarisme del Govern de Víktor Ianukòvitx i per exigir-li la signatura de l'acord d'associació negociat ja amb la Unió Europea. Els enfrontaments entre opositors i agents de Policia es van estendre per una gran part de la ciutat. Ianukòvitx es va desplaçar fins als afores de la capital per mantenir una reunió amb el seu gabinet en què sé està sospesant la possibilitat de decretar l'estat d'excepció.
Finalment, l'Acord d'Associació Unió Europea-Ucraïna es va signar el 21 de març del 2014.
El 27 de juny del 2014, el nou president Poroshenko va signar un acord de lliure comerç amb la Unió Europea a Brussel·les, el 16 de setembre del 2014, el Consell Suprem va aprovar un projecte de llei sobre la ratificació de l'Acord d'Associació entre Ucraïna i la Unió Europea, que el mateix dia va ser signat pel president Peter Poroshenko.
El febrer del 2019, la Rada Suprema va incloure legalment a la Constitució d’Ucraïna el camí cap a l’adhesió a l’OTAN i a la Unió Europea. Al preàmbul de la Constitució, es va recollir la redacció sobre "la identitat europea del poble ucraïnès i la irreversibilitat del curs europeu i euroatlàntic d'Ucraïna" i a l'art.102 es van ampliar les competències del cap d'Estat: es va convertir en "el garant de la implementació del curs estratègic de l'estat per adquirir la plena adhesió a la Unió Europea i a l'Organització del Tractat de l'Atlàntic Nord".
Després de la invasió russa d'Ucraïna, el suport a l'adhesió a la UE va augmentar fins a un rècord del 91%. En els primers dies de la guerra a gran escala ruso-ucraïnesa, hi va haver un augment del 68% al 86%, després va continuar creixent i a finals de març és del 91%, un rècord absolut per a tots els anys d'investigació.
El 23 de juny del 2022, el Parlament Europeu va adoptar una resolució que demanava la concessió immediata de l'estatus de candidat per a ser membre de la Unió Europea a Ucraïna. El 23 de juny del 2022, el Consell Europeu va concedir a Ucraïna l'estatus de candidata a l'adhesió a la Unió Europea.

## Polítiques internes ucraïneses i la UE
La Revolució Taronja de finals del 2004 va millorar les perspectives europees respecte a Ucraïna. El líder d'oposició Víktor Iúsxenko va insinuar que pressionaria la Unió Europea per aprofundir els llaços i va descriure un pla de quatre punts: el reconeixement d'Ucraïna com una economia de mercat, l'entrada a l'Organització Mundial del Comerç, l'associació amb la Unió Europea i, finalment, la plena adhesió. El govern ucraïnès va demanar també a Brussel·les una indicació més clara sobre les perspectives per a l'adhesió d'Ucraïna, afirmant que «El Pla d'Acció aprovat només reflecteix el nivell de les relacions entre Ucraïna i la UE que podrien haver assolit abans de les eleccions presidencials el 2004.»

## El punt de vista dels països de la Unió Europea
Alguns països de la Unió Europea tenen dubtes respecte al potencial d'Ucraïna per convertir-se en membre de la UE. L'any 2002, el comissari per a l'ampliació Günter Verheugen va sostenir que «una perspectiva europea» per a Ucraïna no significa necessàriament l'adhesió als pròxims 10 o 20 anys; tanmateix, és possible.
El 13 de gener del 2005, el Parlament Europeu va aprovar gairebé per unanimitat (467 vots contra 19) una moció que declarava el desig del Parlament Europeu d'establir llaços més propers amb Ucraïna en vista de la possibilitat de la seva adhesió a la UE. Encara que resta un llarg camí abans que les negociacions per a l'adhesió a la UE puguin començar, la Comissió Europea ha declarat que una futura adhesió no serà descartada. Iúsxenko ha respost a l'apàtic estat d'ànim de la Comissió afirmant que té la intenció d'enviar una sol·licitud de condició de membre a la UE «en un futur pròxim» i que pretén examinar la relació d'Ucraïna amb la Comunitat d'Estats Independents, a fi d'assegurar que la integració amb la UE sigui possible, i, si no, per fer-la possible. Diversos líders de la UE ja han manifestat un ferm suport per estrènyer els llaços econòmics amb Ucraïna, però s'han detingut en brindar suport directe per a aquesta oferta.
El 21 de març del 2005, el Canceller polonès Adam Daniel Rotfeld va destacar que Polònia, en tots els sentits, promourà el desig d'Ucraïna per integrar-se amb la UE, aconseguir la condició d'un país amb una economia de mercat i afiliar-se a l'Organització Mundial del Comerç. També va dir que «En el moment actual, hauríem de prendre mesures concretes de cooperació en lloc de dedicar-nos a parlar en va sobre la integració europea». Tres dies més tard, una enquesta de les sis nacions més grans de la UE portada a terme per una empresa de recerca francesa va posar de manifest que seria més probable que l'opinió pública europea accepti a Ucraïna com un futur membre de la UE que qualsevol altre país que no és actualment un candidat oficial.
A l'octubre del 2005, el president de la Comissió José Manuel Durão Barroso va afirmar que el futur d'Ucraïna es troba «a» la UE; tanmateix, el 9 de novembre de 2005, la Comissió Europea en un document sobre la seva nova estratègia va suggerir que l'actual agenda d'ampliació (Croàcia i el futur d'altres països de l'ex-Iugoslàvia) podien bloquejar la possibilitat d'una futura adhesió d'Ucraïna, Armènia, Belarús, Geòrgia i Moldàvia. El comissari Olli Rehn va sostenir que la UE havia d'evitar una sobreexpansió, afegint que l'actual agenda d'ampliació està ja prou plena.
Els intents per canviar la Constitució francesa per eliminar el referèndum obligatori per a totes les adhesions a la UE després de Croàcia van resultar en una nova clàusula que requeria referèndums obligatoris sobre l'adhesió de tots els països amb una població de més del 5% de la població total de la UE; aquesta clàusula aplicaria a Ucraïna i a Turquia.